# Kodomo
Kodomo (子供? lett. ""bambino" o "bambina"") è una parola giapponese che letteralmente vuol dire bambino. In base a ciò, e soprattutto nel fandom di anime e manga, essa ha assunto un significato più largo, a tal punto da diventare la parola rappresentativa di quel genere di anime e manga dedicato ai bambini.
In ogni caso, il genere kodomo è appositamente creato tenendo in gran conto un'utenza composta appunto da bambini, motivo per il quale in tale genere sono del tutto assenti fenomeni come il fanservice o altri temi e spunti più appropriati per un'utenza adulta. 
Alcuni esempi di kodomo sono:
- Doraemon
- Kurochan
- Lo strano mondo di Minù
- Mirmo!!

I manga per bambini si caratterizzano, rispetto a quelli per adulti, per la presenza dei furigana, una traslitterazione in hiragana degli ideogrammi più complessi.